# Esfàgnides
Els esfàgnides (Sphagnidae) són una subclasse de molses, l'única de la classe esfagnòpsides (Sphagnopsida) Inclou dos ordres.
- L'ordre Sphagnales conté quatre gèneres vivents: Sphagnum, amb totes menys tres de les espècies, i Ambuchanania, Eosphagnum, i Flatbergium, cadascun amb una sola espècie.
- L'ordre Protosphagnales conté una sola espècie fòssil.